# Кураев, Владимир Петрович
Влади́мир Петро́вич Кура́ев (10 июня 1969, Горький) — российский футболист, защитник.

## Карьера
В высшем дивизионе чемпионата России выступал в составе «Локомотива» Нижний Новгород (1992—1993, 1996—1997), «Текстильщика» Камышин (1995), «Сатурна» Раменское (1999—2002), сыграл 220 матчей, забил 14 голов. Лучшее достижение — 6 место в 1992, 2001 и 2002 годах. В 2001 году вошёл в список 33 лучших футболистов чемпионата России, заняв третье место среди правых защитников. Сыграл 3 матча в Кубке Интертото 1997. Последний клуб — команда второго дивизиона «Нижний Новгород», из которой ушёл летом 2008 года.